# Archipelag Malajski

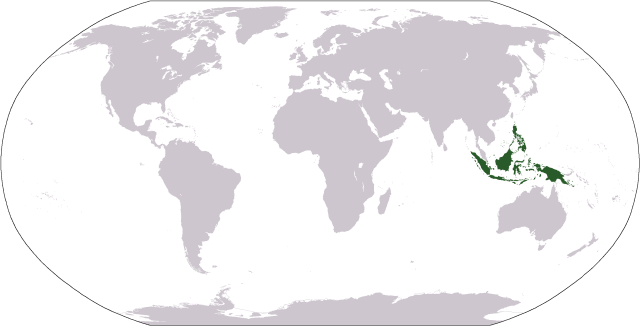
Położenie Archipelagu Malajskiego

Archipelag Malajski – największy archipelag na Ziemi, złożony z ok. 20 tys. wysp, między Azją Południowo-Wschodnią a Australią. Oddzielony od Azji Morzem Południowochińskim i cieśniną Malakka, a od Australii morzami: Timor i Arafura. Rozdziela Ocean Spokojny od Oceanu Indyjskiego. Obejmuje Wielkie Wyspy Sundajskie (Borneo, Sumatra, Celebes i Jawa), Małe Wyspy Sundajskie (Timor, Flores, Sumbawa, Sumba), Moluki (Halmahera, Seram, Buru), Filipiny (Luzon, Mindanao, Samar, Negros) oraz szereg mniejszych, drugorzędnych archipelagów i grup wysp. Między wyspami liczne morza wewnętrzne, w tym: Jawajskie, Sulu, Moluckie, Flores i Celebes. Wzdłuż wysp biegną rowy oceaniczne: Filipiński, Banda, Timorski i Sundajski.
Wnętrze wysp zajmują łańcuchy górskie zbudowane ze skał osadowych i wulkanicznych, sfałdowane podczas  orogenezy alpejskiej. Występują tu liczne wygasłe i czynne wulkany. Częste trzęsienia ziemi. Bogactwa mineralne: ropa naftowa, rudy cyny, manganu i żelaza, boksyty, węgiel kamienny, siarka.
Klimat równikowy wybitnie wilgotny. Bogata roślinność tropikalna (dżungle, sawanny, namorzyny).
Archipelag Malajski należy do Indonezji, Malezji, Filipin, Singapuru, Brunei, Timoru Wschodniego  i Papui-Nowej Gwinei.

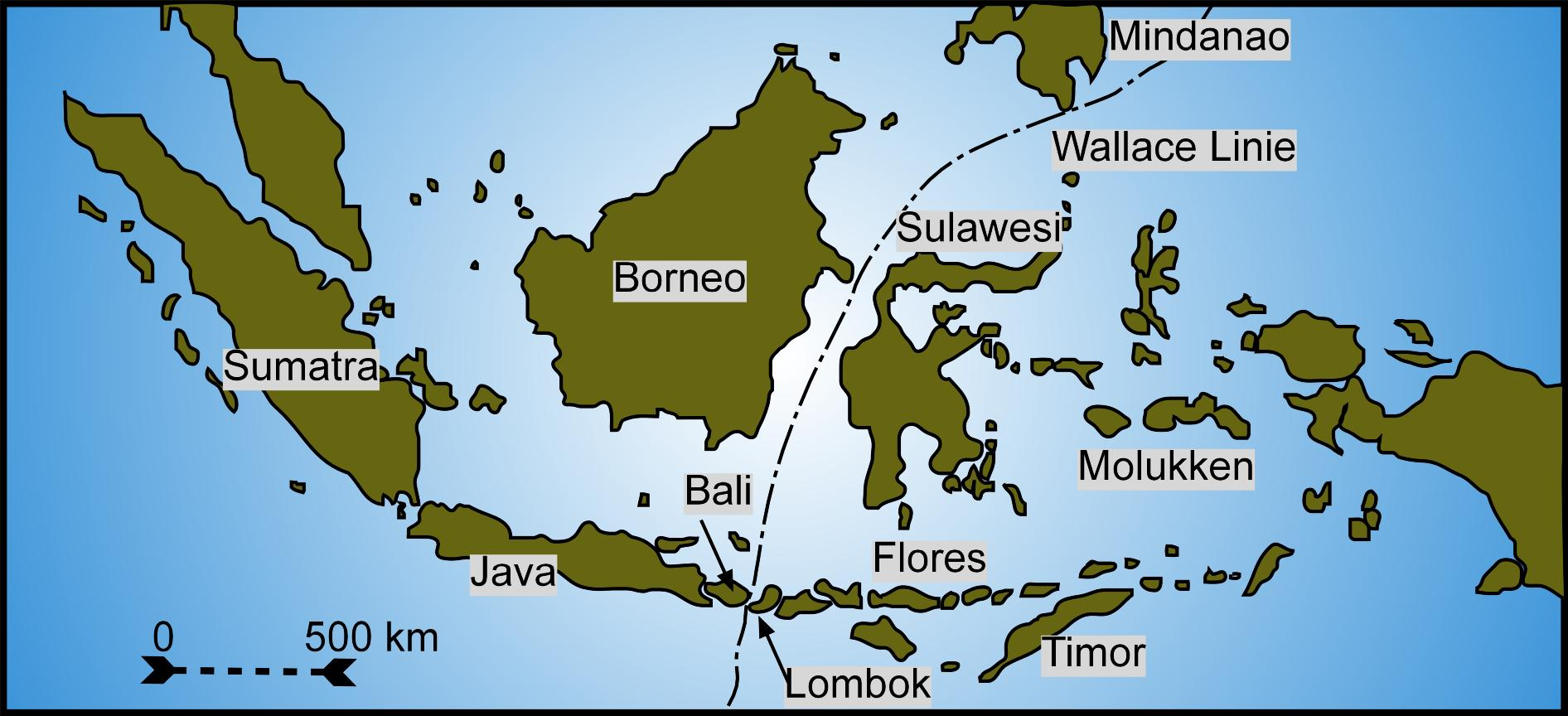
Linia Wallace’a

Przez Archipelag przebiega Linia Wallace’a.
W przeszłości archipelag ten był określany jako „Indie Wschodnie” od XVI wieku przez okres kolonialny.
- powierzchnia: ok. 1,7 mln km².
- liczba ludności: 220 mln (1991), 380 mln (2006)[2]